# 喬氏鰍
喬氏鰍為輻鰭魚綱鯉形目鰍科的其中一種，為亞熱帶淡水魚，分布於亞洲朝鮮半島南部淡水流域，體長可達8.5公分，棲息在底層水域，生活習性不明。

## 扩展阅读
維基物種上的相關：喬氏鰍